# Équipe de France de rugby à XV en 2023
L'équipe de France de rugby à XV, en 2023, dispute le 93e Tournoi des Six Nations de son histoire, avec le statut de tenant du titre. Elle dispute également la Coupe du monde, qu'elle accueille pour la deuxième fois après 2007. L'équipe est toujours dirigée par Fabien Galthié, avec Raphaël Ibañez comme manager général. En plus de deux compétitions déjà citées, le XV de France disputera quatre matchs de préparation au mois d'août 2023, avant la Coupe du monde.

## Déroulé

### Tournoi des Six Nations

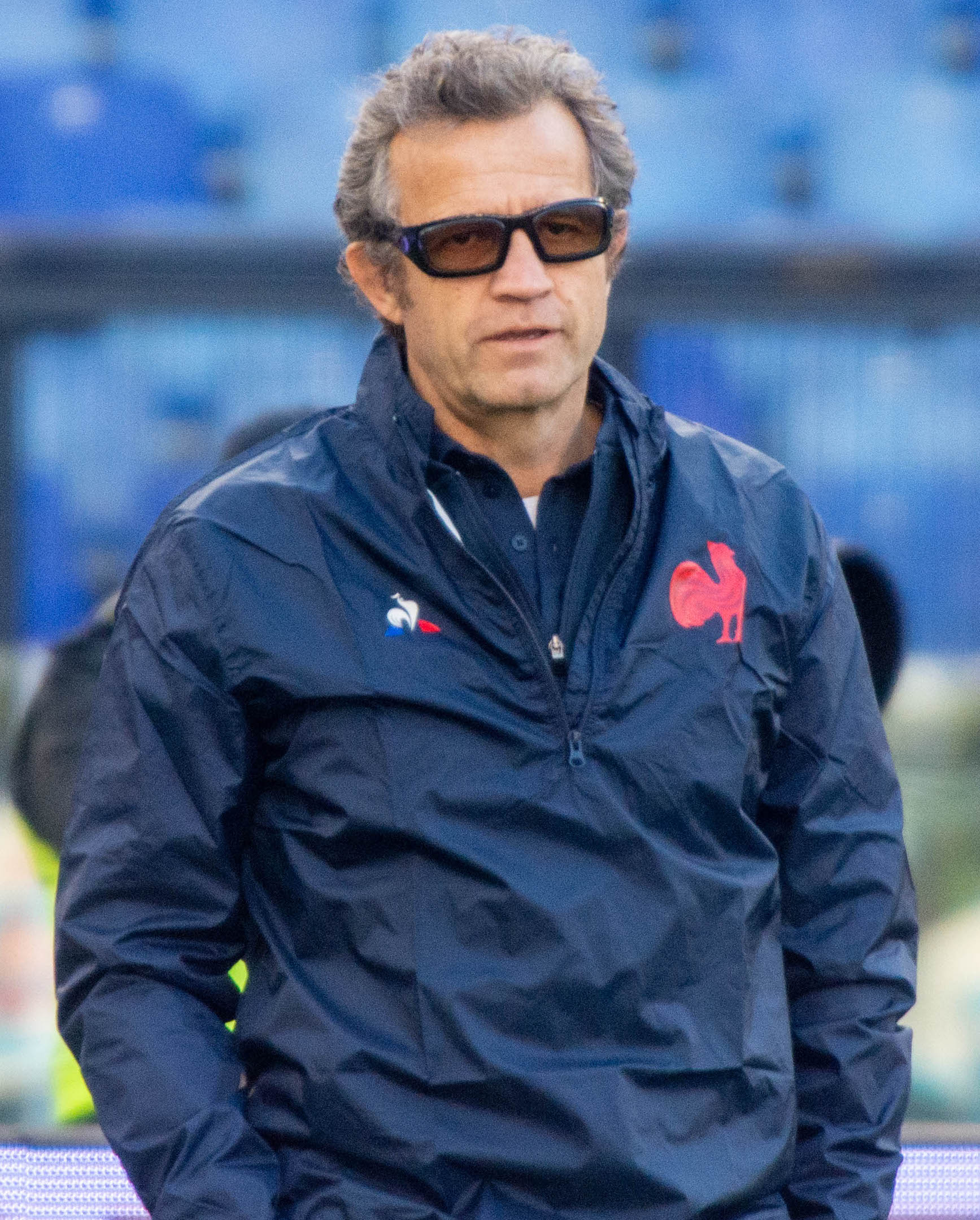
Fabien Galthié, sélectionneur de l'équipe de France, lors du match Italie - France en 2023.

Les Bleus entament leur campagne 2023 par le traditionnel Tournoi des Six Nations, qui commence pour eux le dimanche 5 février, face aux Italiens au stade olympique de Rome. Le XV de France, tenant du titre est sur une série record de 13 victoires consécutives est un des grands favoris du Tournoi, avec les Irlandais, auteurs également d'une grosse année 2022, et trônant à la première place du classement mondial devant les Bleus.
Lors de la première journée du tournoi, face aux Italiens, les Bleus subissent l'arbitrage de l'Anglais Matthew Carley dans les rucks, concédant sur tout le match 18 pénalités, un carton jaune et un essai de pénalité. Ils s'imposent finalement de justesse 24 à 29, glanant même un bonus offensif grâce à un essai de Jalibert à la 67e minute,.
Le samedi suivant, les Bleus concèdent leur première défaite depuis juillet 2021, face aux Irlandais à l'Aviva Stadium, où ils souffrent face à la régularité et la précision des Irlandais, n'étant pas assez tranchant sur leur actions et ne parvenant pas à concrétiser, malgré un essai de Penaud (17e), ou un drop de Ramos (61e). Les Irlandais mettent ainsi fin à la série de 14 victoires consécutives pour le XV de France, et prennent de la marge face à des concurrent directs, tant au classement mondial qu'à celui du Six Nations,.
Deux semaines plus tard, les Bleus se rachètent en battant l'Écosse, encore invaincue, à domicile, un essai de Gaël Fickou leur permettant d'arracher le point de bonus offensif sur la sirène,. Les Bleus sont alors quatrièmes, mais avec le même nombre de points que leurs adversaires du jour et que l'Angleterre, leur prochain adversaire.
Lors de la 4e journée, les Bleus se déplacent à Twickenham, où ils n'ont pas gagné depuis 2007, 2005 dans les Six Nations, et dernière place forte européenne que les Bleus de Galthié n'ont encore jamais prise. Durant ce match, les Bleus déroulent leur jeu, inscrivant pas moins de sept essais, trois joueurs inscrivant des doublés (Flament, Ollivon et Penaud), pour un score final de 53 à 10,. Ce match, maîtrisé de bout en bout, est la plus large victoire des Bleus depuis 2016, (une victoire 52 à 8 contre les Samoa). Il s'agit de la plus lourde défaite subie par les Anglais à domicile et le troisième plus gros revers de toute leur histoire. C'est également la plus large victoire des Bleus à Twickenham, avec le plus grand nombre de points inscrit face aux Anglais dans l'histoire. Les Anglais n'avaient jamais encaissés plus de 50 points à Twickenham,. Aussi, auteur d'un doublé, Damian Penaud devient le meilleur marqueur d'essais français de l'histoire du tournoi avec douze essais marqués, devançant Vincent Clerc (onze essais marqués).
Enfin, pour la dernière journée, les Bleus s'imposent largement à Saint-Denis face aux Gallois (41-28), mais restent dépendants du résultat du dernier match entre Irlandais et Anglais pour être fixés sur leur position finale ; ils peuvent en effet encore remporter le tournoi ou finir à la deuxième place,. Cependant, l'Irlande l'emporte 29 à 16 face à l'Angleterre, remportant le tournoi en réalisant Grand Chelem, les Français devant se contenter d'une deuxième place, la troisième en quatre ans. Face aux Gallois, Thomas Ramos inscrit 16 points, amenant son total de points marqués durant ce tournoi à 84 points, faisant ainsi de lui meilleur réalisateur du tournoi et le meilleur marqueur de point français sur une édition du Tournoi des Six Nations, dépassant Gérald Merceron qui avait marqué 80 points lors de l'édition de 2002,. Damian Penaud, quant à lui, inscrit un nouveau doublé portant son nombre total d'essais marqué dans cette édition à cinq, devenant ainsi le meilleur marqueur d'essais de l'édition 2023.

### Matchs de préparation à la Coupe du monde
Les Bleus entament leur préparation avec 42 joueurs à la Coupe du monde par un stage de préparation à Monaco du 3 au 14 juillet, puis retrouve le CNR de Marcoussis le 24 juillet, en vue de préparer les premiers matches de préparation. Lors du premier, face à l'Écosse le 5 août à Murrayfield, les Français se présentent avec une équipe remaniée menée par le revenant Brice Dulin, et avec trois néophytes, Louis Bielle-Biarrey, Paul Boudehent et Émilien Gailleton. C'est aussi l'occasion pour certains joueurs de revenir après de longues absences, dues à des blessures, comme Arthur Vincent, Jean-Baptiste Gros, Demba Bamba ou encore Cameron Woki et Peato Mauvaka. Menés par une charnière Couilloud-Jalibert, les Bleus tiennent la dragée haute aux Écossais, menant 21-3 à la pause, mais ne peuvent résister au retour du XV du Chardon, pourtant réduit à 14 à la 51e minute, mais venu ce jour-là avec son équipe première, et qui remporte le match sur le score de 25 à 21.

## Feuilles de matchs

### Six Nations
| Journée 1 Dimanche 5 février 2023 16 h | Italie                                                                                 | (bd) 24 - 29 (bo) (14-19) | France | Stade olympique, Rome 41 232 spectateurs Arbitre : Matthew Carley |
| Journée 1 Dimanche 5 février 2023 16 h | Essai(s) : 2 Capuozzo (33e), de pénalité (52e) Pénalité(s) : 4 Allan (23e,33e,42e,62e) |                           | Essai(s) : 4 Flament (5e), Ramos (19e), Dumortier (27e), Jalibert (67e) Transformation(s) : 3 Ramos (5e,27e,67e) Pénalité(s) : 1 Ramos (47e) Carton(s) jaune(s) : 1 Ollivon (52e) | Stade olympique, Rome 41 232 spectateurs Arbitre : Matthew Carley |
| Journée 1 Dimanche 5 février 2023 16 h |                                                                                        |                           | | Stade olympique, Rome 41 232 spectateurs Arbitre : Matthew Carley |

| Journée 2 Samedi 11 février 2023 15 h 15 | Irlande | (bo) 32 - 19 (22-16) | France | Aviva Stadium, Dublin 51 700 spectateurs Arbitre : Wayne Barnes |
| Journée 2 Samedi 11 février 2023 15 h 15 | Essai(s) : 4 Keenan (8e), Lowe (21e), Porter (27e), Ringrose (71e) Transformation(s) : 3 Sexton (8e,27e), Byrne (71e) Pénalité(s) : 3 Sexton (40e+1), Byrne (59e) |                      | Essai(s) : 1 Penaud (17e) Transformation(s) : 1 Ramos (17e) Pénalité(s) : 3 Ramos (4e,15e,(32e) Drop(s) : 1 Ramos (61e) Carton(s) jaune(s) : 1 Atonio (27e) | Aviva Stadium, Dublin 51 700 spectateurs Arbitre : Wayne Barnes |
| Journée 2 Samedi 11 février 2023 15 h 15 | |                      | | Aviva Stadium, Dublin 51 700 spectateurs Arbitre : Wayne Barnes |

| Journée 3 Dimanche 26 février 2023 16 h | France | (bo) 32 - 21 (22-7) | Écosse | Stade de France, Saint-Denis 80 000 spectateurs Arbitre : Nika Amashukeli |
| Journée 3 Dimanche 26 février 2023 16 h | Essai(s) : 4 Ntamack (5e), Dumortier (9e), Ramos (20e), Fickou (80e) Transformation(s) : 3 Ramos (5e,20e,80e) Pénalité(s) : 3 Ramos (35e,58e) Carton(s) rouge(s) : 1 Haouas (12e) |                     | Essai(s) : 3 Jones (27e,48e), Russell (67e) Transformation(s) : 3 Russell (27e,48e,67e) Carton(s) rouge(s) : 1 Gilchrist (8e) | Stade de France, Saint-Denis 80 000 spectateurs Arbitre : Nika Amashukeli |
| Journée 3 Dimanche 26 février 2023 16 h | |                     | | Stade de France, Saint-Denis 80 000 spectateurs Arbitre : Nika Amashukeli |

| Journée 4 Samedi 11 mars 2023 17 h 45 | Angleterre                                                                               | 10 - 53 (bo) (3-27) | France | Twickenham Stadium, Twickenham 81 850 spectateurs Arbitre : Ben O'Keeffe |
| Journée 4 Samedi 11 mars 2023 17 h 45 | Essai(s) : 1 Steward (48e) Transformation(s) : 1 Smith (49e) Pénalité(s) : 1 Smith (34e) |                     | Essai(s) : 7 Ramos (3e), Flament (25e,57e), Ollivon (40e,60e), Penaud (72e,76e) Transformation(s) : 6 Ramos (3e,25e,40e,57e,60e,72e) Pénalité(s) : 2 Ramos (6e,36e) | Twickenham Stadium, Twickenham 81 850 spectateurs Arbitre : Ben O'Keeffe |
| Journée 4 Samedi 11 mars 2023 17 h 45 |                                                                                          |                     | | Twickenham Stadium, Twickenham 81 850 spectateurs Arbitre : Ben O'Keeffe |

| Journée 5 Samedi 18 mars 2023 15 h 45 | France | (bo) 41 - 28 (bo) (20-7) | Pays de Galles                                                                                                   | Stade de France, Saint-Denis 78 750 spectateurs Arbitre : Nic Berry |
| Journée 5 Samedi 18 mars 2023 15 h 45 | Essai(s) : 5 Penaud (10e,77e), Danty (33e), Atonio (44e), Fickou (49e) Transformation(s) : 4 Ramos (11e,34e,45e,50e,78e) Pénalité(s) : 2 Ramos (26e,30e) |                          | Essai(s) : 4 North (7e), Roberts (56e), Williams (66e), Dyer (79e) Transformation(s) : 4 Biggar (8e,57e,67e,80e) | Stade de France, Saint-Denis 78 750 spectateurs Arbitre : Nic Berry |
| Journée 5 Samedi 18 mars 2023 15 h 45 | |                          | | Stade de France, Saint-Denis 78 750 spectateurs Arbitre : Nic Berry |

### Test match
| Samedi 5 août 2023 16 h 15 | Écosse | 25 - 21 (3-21) | France | Murrayfield Stadium, Édimbourg 56 256 spectateurs Arbitre : Ben O'Keeffe |
| Samedi 5 août 2023 16 h 15 | Essai(s) : 3 Graham (44e), Schoeman (53e), Cherry (64e) Transformation(s) : 2 Russell (44e, 54e) Pénalité(s) : 2 Russell (5e, 73e) Carton(s) rouge(s) : 1 Fagerson (51e) |                | Essai(s) : 3 Couilloud (13e), Bielle-Biarrey (25e), Woki (40e+3) Transformation(s) : 3 Jalibert (13e, 25e, 40e+3) | Murrayfield Stadium, Édimbourg 56 256 spectateurs Arbitre : Ben O'Keeffe |
| Samedi 5 août 2023 16 h 15 | |                | | Murrayfield Stadium, Édimbourg 56 256 spectateurs Arbitre : Ben O'Keeffe |

| Samedi 12 août 2023 21 h 0 | France | 30 - 27 (13 - 10) | Écosse | Stade Geoffroy-Guichard, Saint-Étienne 41 101 spectateurs Arbitre : Nic Berry |
| Samedi 12 août 2023 21 h 0 | Essai(s) : 3 Ntamack (32e), Penaud (42e), Ollivon (44e) Transformation(s) : 3 Ramos (32e,42e,44e) Pénalité(s) : 3 Ramos (8e,22e,79e) |                   | Essai(s) : 4 Steyn (5e,73e), van der Merwe (62e), Darge (68e) Transformation(s) : 2 Russell (5e,68e) Pénalité(s) : 1 Russell (11e) Carton(s) jaune(s) : 1 Price (29e) | Stade Geoffroy-Guichard, Saint-Étienne 41 101 spectateurs Arbitre : Nic Berry |
| Samedi 12 août 2023 21 h 0 | |                   | | Stade Geoffroy-Guichard, Saint-Étienne 41 101 spectateurs Arbitre : Nic Berry |

| Samedi 19 août 2023 21 h 0 | France | 34 - 17 (21 - 10) | Fidji | Stade de la Beaujoire, Nantes Arbitre : Nika Amashukeli |
| Samedi 19 août 2023 21 h 0 | Essai(s) : 3 Mauvaka (29e), Atonio (39e), Macalou (59e) Transformation(s) : 2 Jaminet (29e,59e) Pénalité(s) : 5 Jaminet (5e,7e,10e,42e,70e) |                   | Essai(s) : 2 Ikanivere (32e), Radradra (51e) Transformation(s) : 2 Muntz (32e,51e) Pénalité(s) : 1 Muntz (19e) | Stade de la Beaujoire, Nantes Arbitre : Nika Amashukeli |
| Samedi 19 août 2023 21 h 0 | |                   | | Stade de la Beaujoire, Nantes Arbitre : Nika Amashukeli |

| Samedi 26 août 2023 17 h 45 | France | 41 - 17 (16-5) | Australie | Stade de France, Saint-Denis Arbitre : Luke Pearce |
| Samedi 26 août 2023 17 h 45 | Essai(s) : 4 Danty (7e), Penaud (56e,74e), Villière (63e) Transformation(s) : 3 Ramos (8e,57e), Jaminet (75e) Pénalité(s) : 5 Ramos (25e,28e,35e,57e), Jaminet (80e) |                | Essai(s) : 3 Nawaqanitawase (13e), McReight (61e), Vunivalu (78e) Transformation(s) : 1 Gordon (62e) Carton(s) jaune(s) : 1 Vunivalu (52e) | Stade de France, Saint-Denis Arbitre : Luke Pearce |
| Samedi 26 août 2023 17 h 45 | |                | | Stade de France, Saint-Denis Arbitre : Luke Pearce |

### Coupe du monde

#### Phase de poule
| Journée 1 Vendredi 8 septembre 2023 21 h 15 UTC+02:00 | France | 27 - 13 (9 - 8) | Nouvelle-Zélande                                                                               | Stade de France, Saint-Denis Arbitre : Jaco Peyper |
| Journée 1 Vendredi 8 septembre 2023 21 h 15 UTC+02:00 | Essai(s) : 2 Penaud (55e), Jaminet (78e) Transformation(s) : 1 Ramos (57e) Pénalité(s) : 5 Ramos (5e, 20e, 29e, 65e, 74e) |                 | Essai(s) : 2 Telea (2e, 43e) Pénalité(s) : 1 Mo'unga (25e) Carton(s) jaune(s) : 1 Jordan (58e) | Stade de France, Saint-Denis Arbitre : Jaco Peyper |
| Journée 1 Vendredi 8 septembre 2023 21 h 15 UTC+02:00 | |                 |                                                                                                | Stade de France, Saint-Denis Arbitre : Jaco Peyper |

| Journée 2 Jeudi 14 septembre 2023 21 h 0 UTC+02:00 | France | 27 - 12 (13 - 5) | Uruguay                                                                       | Stade Pierre-Mauroy, Villeneuve-d'Ascq Arbitre : Ben O'Keeffe |
| Journée 2 Jeudi 14 septembre 2023 21 h 0 UTC+02:00 | Essai(s) : 3 Hastoy (11e), Mauvaka (55e), Bielle-Biarrey (73e) Transformation(s) : 3 Jaminet (12e, 56e, 74e) Pénalité(s) : 2 Jaminet (4e, 15e) |                  | Essai(s) : 2 Freitas (6e), Amaya (53e) Transformation(s) : 1 Etcheverry (54e) | Stade Pierre-Mauroy, Villeneuve-d'Ascq Arbitre : Ben O'Keeffe |
| Journée 2 Jeudi 14 septembre 2023 21 h 0 UTC+02:00 | |                  |                                                                               | Stade Pierre-Mauroy, Villeneuve-d'Ascq Arbitre : Ben O'Keeffe |

| Journée 3 Jeudi 21 septembre 2023 21 h 0 UTC+02:00 | France | 96 - 0 (54 - 0) | Namibie                                                                 | Stade Vélodrome, Marseille Arbitre : Matthew Carley |
| Journée 3 Jeudi 21 septembre 2023 21 h 0 UTC+02:00 | Essai(s) : 14 Penaud (6e, 21e, 55e), Danty (10e, 27e), Ollivon (18e, 68e), Flament (34e), Dupont (38e), Bielle-Biarrey (40e, 64e), Couilloud (47e), Jaminet (76e), de pénalité (79e) Transformation(s) : 13 Ramos (10e, 18e, 21e, 27e, 34e, 38e, 40e, 47e, 55e, 64e, 68e, 76e), de pénalité (79e) | Rapport         | Carton(s) jaune(s) : 1 Benade (79e) Carton(s) rouge(s) : 1 Deysel (45e) | Stade Vélodrome, Marseille Arbitre : Matthew Carley |
| Journée 3 Jeudi 21 septembre 2023 21 h 0 UTC+02:00 | | Rapport         |                                                                         | Stade Vélodrome, Marseille Arbitre : Matthew Carley |

| Journée 4 Vendredi 6 octobre 2023 21 h 0 UTC+02:00 | France | 60 - 7 (31 - 0) | Italie                                                       | Parc Olympique lyonnais, Décines-Charpieu Arbitre : Karl Dickson |
| Journée 4 Vendredi 6 octobre 2023 21 h 0 UTC+02:00 | Essai(s) : 8 Penaud (2e, 38e), Bielle-Biarrey (13e), Ramos (22e), Jalibert (47e), Mauvaka (54e), Moefana (64e, 75e) Transformation(s) : 7 Ramos (3e, 14e, 24e, 39e, 49e, 55e), Jaminet (65e) Pénalité(s) : 2 Ramos (7e), Jaminet (80e) |                 | Essai(s) : 1 Zuliani (71e) Transformation(s) : 1 Allan (72e) | Parc Olympique lyonnais, Décines-Charpieu Arbitre : Karl Dickson |
| Journée 4 Vendredi 6 octobre 2023 21 h 0 UTC+02:00 | |                 |                                                              | Parc Olympique lyonnais, Décines-Charpieu Arbitre : Karl Dickson |

#### Phase finale
| Quart de finale 15 octobre 2023 21 h CEST | France | 28 - 29 (22 - 19) | Afrique du Sud | Stade de France, Saint-Denis Arbitre : Ben O'Keeffe |
| Quart de finale 15 octobre 2023 21 h CEST | Essai(s) : 3 Baille (5e, 31e), Mauvaka (21e) Transformation(s) : 2 Ramos (5e, 31e) Pénalité(s) : 3 (40e, 53e, 72e) | Rapport           | Essai(s) : 4 Arendse (8e), de Allende (18e), Kolbe (26e), Eben Etzebeth (66e) Transformation(s) : 3 Libbok (8e, 26e, 66e) Pénalité(s) : 1 Pollard (68e) | Stade de France, Saint-Denis Arbitre : Ben O'Keeffe |
| Quart de finale 15 octobre 2023 21 h CEST | | Rapport           | | Stade de France, Saint-Denis Arbitre : Ben O'Keeffe |

## Joueurs
| Joueurs              | Club 2022-2023        | Club 2023-2024        | Pos.             | Sél. (cap.) | Pts. | Ess. | Tr. | Pén. | Dp. |
| -------------------- | --------------------- | --------------------- | ---------------- | ----------- | ---- | ---- | --- | ---- | --- |
| Dorian Aldegheri     | Stade toulousain      | Stade toulousain      | Pilier           | 8           | -    | -    | -   | -    | -   |
| Grégory Alldritt     | Stade rochelais       | Stade rochelais       | 3e ligne         | 12 (1)      | -    | -    | -   | -    | -   |
| Uini Atonio          | Stade rochelais       | Stade rochelais       | Pilier           | 10          | 10   | 2    | -   | -    | -   |
| Cyril Baille         | Stade toulousain      | Stade toulousain      | Pilier           | 9           | 10   | 2    | -   | -    | -   |
| Demba Bamba          | Lyon OU               | Lyon OU               | Pilier           | 1           | -    | -    | -   | -    | -   |
| Gaëtan Barlot        | Castres olympique     | Castres olympique     | Talonneur        | 3           | -    | -    | -   | -    | -   |
| Louis Bielle-Biarrey | Union Bordeaux Bègles | Union Bordeaux Bègles | Ailier           | 7           | 25   | 5    | -   | -    | -   |
| Paul Boudehent       | Stade rochelais       | Stade rochelais       | 3e ligne         | 6           | -    | -    | -   | -    | -   |
| Pierre Bourgarit     | Stade rochelais       | Stade rochelais       | Talonneur        | 7           | -    | -    | -   | -    | -   |
| Bastien Chalureau    | Montpellier HR        | Montpellier HR        | 2e ligne         | 5           | -    | -    | -   | -    | -   |
| Baptiste Couilloud   | Lyon OU               | Lyon OU               | Demi de mêlée    | 5           | 10   | 2    | -   | -    | -   |
| Dylan Cretin         | Lyon OU               | Lyon OU               | 3e ligne         | 2           | -    | -    | -   | -    | -   |
| François Cros        | Stade toulousain      | Stade toulousain      | 3e ligne         | 11          | -    | -    | -   | -    | -   |
| Jonathan Danty       | Stade rochelais       | Stade rochelais       | Centre           | 8           | 20   | 4    | -   | -    | -   |
| Brice Dulin          | Stade rochelais       | Stade rochelais       | Arrière          | 1 (1)       | -    | -    | -   | -    | -   |
| Ethan Dumortier      | Lyon OU               | Lyon OU               | Ailier           | 6           | 10   | 2    | -   | -    | -   |
| Antoine Dupont       | Stade toulousain      | Stade toulousain      | Demi de mêlée    | 10 (10)     | 5    | 1    | -   | -    | -   |
| Sipili Falatea       | Union Bordeaux Bègles | Union Bordeaux Bègles | Pilier           | 7           | -    | -    | -   | -    | -   |
| Gaël Fickou          | Racing 92             | Racing 92             | Centre           | 11          | 10   | 2    | -   | -    | -   |
| Thibaut Flament      | Stade toulousain      | Stade toulousain      | 2e ligne         | 13          | 20   | 4    | -   | -    | -   |
| Emilien Gailleton    | Section paloise       | Section paloise       | Centre           | 1           | -    | -    | -   | -    | -   |
| Jean-Baptiste Gros   | RC Toulon             | RC Toulon             | Pilier           | 6           | -    | -    | -   | -    | -   |
| Mohamed Haouas       | Montpellier HR        | Biarritz olympique    | Pilier           | 1           | -    | -    | -   | -    | -   |
| Antoine Hastoy       | Stade rochelais       | Stade rochelais       | Demi d'ouverture | 3           | 5    | 1    | -   | -    | -   |
| Matthieu Jalibert    | Union Bordeaux Bègles | Union Bordeaux Bègles | Demi d'ouverture | 10          | 16   | 2    | 3   | -    | -   |
| Melvyn Jaminet       | Stade toulousain      | Stade toulousain      | Arrière          | 7           | 51   | 2    | 7   | 9    | -   |
| Anthony Jelonch      | Stade toulousain      | Stade toulousain      | 3e ligne         | 7 (1)       | -    | -    | -   | -    | -   |
| Thomas Laclayat      | Oyonnax rugby         | Racing 92             | Pilier           | 1           | -    | -    | -   | -    | -   |
| Maxime Lucu          | Union Bordeaux Bègles | Union Bordeaux Bègles | Demi de mêlée    | 7           | -    | -    | -   | -    | -   |
| Sekou Macalou        | Stade français Paris  | Stade français Paris  | 3e ligne         | 9           | 5    | 1    | -   | -    | -   |
| Julien Marchand      | Stade toulousain      | Stade toulousain      | Talonneur        | 8           | -    | -    | -   | -    | -   |
| Peato Mauvaka        | Stade toulousain      | Stade toulousain      | Talonneur        | 10          | 20   | 4    | -   | -    | -   |
| Yoram Moefana        | Union Bordeaux Bègles | Union Bordeaux Bègles | Centre           | 12          | 10   | 2    | -   | -    | -   |
| Romain Ntamack       | Stade toulousain      | Stade toulousain      | Demi d'ouverture | 6           | 10   | 2    | -   | -    | -   |
| Charles Ollivon      | RC Toulon             | RC Toulon             | 3e ligne         | 11 (1)      | 25   | 5    | -   | -    | -   |
| Damian Penaud        | ASM Clermont          | Union Bordeaux Bègles | Ailier           | 11          | 70   | 14   | -   | -    | -   |
| Thomas Ramos         | Stade toulousain      | Stade toulousain      | Arrière          | 12          | 189  | 4    | 44  | 26   | 1   |
| Baptiste Serin       | RC Toulon             | RC Toulon             | Demi de mêlée    | 2           | -    | -    | -   | -    | -   |
| Yoan Tanga           | Stade rochelais       | Stade rochelais       | 3e ligne         | 1           | -    | -    | -   | -    | -   |
| Romain Taofifenua    | Lyon OU               | Lyon OU               | 2e ligne         | 11          | -    | -    | -   | -    | -   |
| Sébastien Taofifénua | Lyon OU               | Lyon OU               | Pilier           | 1           | -    | -    | -   | -    | -   |
| Florian Verhaege     | Montpellier HR        | Montpellier HR        | 2e ligne         | 2           | -    | -    | -   | -    | -   |
| Gabin Villière       | RC Toulon             | RC Toulon             | Ailier           | 4           | 5    | 1    | -   | -    | -   |
| Arthur Vincent       | Montpellier HR        | Montpellier HR        | Centre           | 4           | -    | -    | -   | -    | -   |
| Reda Wardi           | Stade rochelais       | Stade rochelais       | Pilier           | 12          | -    | -    | -   | -    | -   |
| Cameron Woki         | Racing 92             | Racing 92             | 2e ligne         | 8           | 5    | 1    | -   | -    | -   |
| Paul Willemse        | Montpellier HR        | Montpellier HR        | 2e ligne         | 8           | -    | -    | -   | -    | -   |

## Statistiques
L'arrière toulousain Thomas Ramos inscrit 84 points durant le Tournoi 2023, record pour un français, et finit meilleur réalisateur de la compétition.
| Rang | Joueur               | Poste     | Points | Essais | Transf. | Pén. | Drops |
| ---- | -------------------- | --------- | ------ | ------ | ------- | ---- | ----- |
| 1    | Thomas Ramos         | Arrière   | 189    | 4      | 44      | 26   | 1     |
| 2    | Damian Penaud        | Ailier    | 70     | 14     | -       | -    | -     |
| 3    | Melvyn Jaminet       | Arrière   | 51     | 2      | 7       | 9    | -     |
| 4    | Louis Bielle-Biarrey | Ailier    | 25     | 5      | -       | -    | -     |
| -    | Charles Ollivon      | 3e ligne  | 25     | 5      | -       | -    | -     |
| 6    | Peato Mauvaka        | Talonneur | 20     | 4      | -       | -    | -     |
| -    | Jonathan Danty       | Centre    | 20     | 4      | -       | -    | -     |
| -    | Thibaud Flament      | 2e ligne  | 20     | 4      | -       | -    | -     |

Lors de la victoire face à l'Angleterre (10-53), Damian Penaud inscrit son 12e essai dans le Tournoi, en faisant le meilleur marqueur de l'histoire de la compétition, devant Vincent Clerc (11 essais). Il finit la compétition comme meilleur marqueur, avec 5 réalisations.
| Rang | Joueur               | Poste            | Essais |
| ---- | -------------------- | ---------------- | ------ |
| 1    | Damian Penaud        | Ailier           | 14     |
| 2    | Louis Bielle-Biarrey | Ailier           | 5      |
| -    | Charles Ollivon      | 3e ligne         | 5      |
| 4    | Jonathan Danty       | Centre           | 4      |
| -    | Thibaud Flament      | 2e ligne         | 4      |
| -    | Peato Mauvaka        | Talonneur        | 4      |
| -    | Thomas Ramos         | Arrière          | 4      |
| 8    | Gaël Fickou          | Centre           | 2      |
| -    | Yoram Moefana        | Centre           | 2      |
| -    | Ethan Dumortier      | Ailier           | 2      |
| -    | Uini Atonio          | Pilier           | 2      |
| -    | Cyril Baille         | Pilier           | 2      |
| -    | Romain Ntamack       | Demi d'ouverture | 2      |
| -    | Baptiste Couilloud   | Demi de mêlée    | 2      |
| -    | Matthieu Jalibert    | Demi d'ouverture | 2      |
| -    | Melvyn Jaminet       | Arrière          | 2      |

## Audiences télévisuelles
| Jour de diffusion | Horaire             | Match                     | Compétition             | Diffuseur | Téléspectateurs | Part d'audience |
| ----------------- | ------------------- | ------------------------- | ----------------------- | --------- | --------------- | --------------- |
| 5 février 2023    | 16 h (UTC+01:00)    | Italie – France           | Tournoi des Six Nations | France 2  | 5 600 000       | 42,4 %          |
| 11 février 2023   | 15 h 15 (UTC+01:00) | Irlande – France          | Tournoi des Six Nations | France 2  | 5 630 000       | 46,2 %          |
| 26 février 2023   | 16 h (UTC+01:00)    | France – Écosse           | Tournoi des Six Nations | France 2  | 6 660 000       | 45,9 %          |
| 11 mars 2023      | 17 h 45 (UTC+01:00) | Angleterre – France       | Tournoi des Six Nations | France 2  | 7 230 000       | 46,2 %          |
| 18 mars 2023      | 15 h 45 (UTC+01:00) | France – Pays de Galles   | Tournoi des Six Nations | France 2  | 5 750 000       | 47,4 %          |
| 5 août 2023       | 16 h (UTC+01:00)    | Écosse - France           | Matchs de préparation   | TF1       | 3 680 000       | 38,2 %          |
| 12 août 2023      | 21 h (UTC+01:00)    | France – Écosse           | Matchs de préparation   | TF1       | 4 340 000       | 26,3 %          |
| 19 août 2023      | 21 h (UTC+01:00)    | France – Fidji            | Matchs de préparation   | TF1       | 4 280 000       | 26,5 %          |
| 27 août 2023      | 17 h 45 (UTC+01:00) | France – Australie        | Matchs de préparation   | TF1       | 5 840 000       | 39,8 %          |
| 8 septembre 2023  | 21 h (UTC+01:00)    | France – Nouvelle-Zélande | Coupe du monde          | TF1       | 15 408 000      | 64,5 %          |
| 14 septembre 2023 | 21 h (UTC+01:00)    | France – Uruguay          | Coupe du monde          | TF1       | 11 780 000      | 52,7 %          |
| 21 septembre 2023 | 21 h (UTC+01:00)    | France – Namibie          | Coupe du monde          | France 2  | 10 720 000      | 47,6 %          |
| 6 octobre 2023    | 21 h (UTC+01:00)    | France – Italie           | Coupe du monde          | TF1       | 13 010 000      | 56,2 %          |
| 15 octobre 2023   | 21 h (UTC+01:00)    | France – Afrique du Sud   | Coupe du monde          | TF1       | 16 500 000      | 62,1 %          |